# Kisar (langue)
Pour les articles homonymes, voir Kisar et kje.
Le kisar, encore appelé meher ou yotowawa, est une langue austronésienne parlée en Indonésie, dans la province des Moluques, sur l'île du même nom, ainsi que dans les îles proches, par 10 000 personnes.

## Classification
La langue appartient au groupe malayo-polynésien central des langues austronésiennes.

## Phonologie
Les tableaux montrent les phonèmes du kisar, dans la variété parlé à Lebelau.

### Voyelles
|         | Antérieure | Centrale | Postérieure |
| ------- | ---------- | -------- | ----------- |
| Fermée  | i [i]      |          | u [u]       |
| Moyenne | e [e]      |          | o [o]       |
| Ouverte |            | a [a]    |             |

### Consonnes
|              |              | Bilabiales | Alvéol.     | Rétrofl. | Dorsales | Dorsales | Glottales |
| ------------ | ------------ | ---------- | ----------- | -------- | -------- | -------- | --------- |
| Palatales    | Vélaires     | Bilabiales | Alvéol.     | Rétrofl. |          |          | Glottales |
| Occlusives   | Occlusives   | p [p]      | t [t]       | ʈ [ʈ ]   |          | k [k]    | ʔ [ʔ]     |
| Fricative    | Fricative    |            | s [s]       |          |          |          | h [h]     |
| Nasale       | Nasale       | m [m]      | n [n]       |          |          |          |           |
| liquide      | liquide      |            | r [r] l [l] |          |          |          |           |
| Semi-voyelle | Semi-voyelle | w [w]      |             |          | y [ j]   |          |           |

## Sources
- (en) John Christensen, Sylvia Christensen,1992, Kisar phonology, in Donald A. Burquest, Wyn D. Laidig (Éditeurs) : Phonological Studies in Four Languages of Maluku, pp. 33-65, Dallas Summer Institute of Linguistics (ISBN 0-88312-803-9)